# Franz Alexander
Franz Alexander, född 22 januari 1891 i Budapest, död 8 mars 1964 i Palm Springs, Kalifornien, var en amerikansk psykoanalytiker.
Alexander formulerade bland annat teorin om konfliktspecifika psykosomatiska sjukdomar. Enligt denna hans teori orsakas varje psykosomatisk sjukdom av en specifik konflikt. Teorin har inte kunnat uppvisa något empiriskt stöd och har numera få anhängare.